# Kabinett Indira Gandhi I

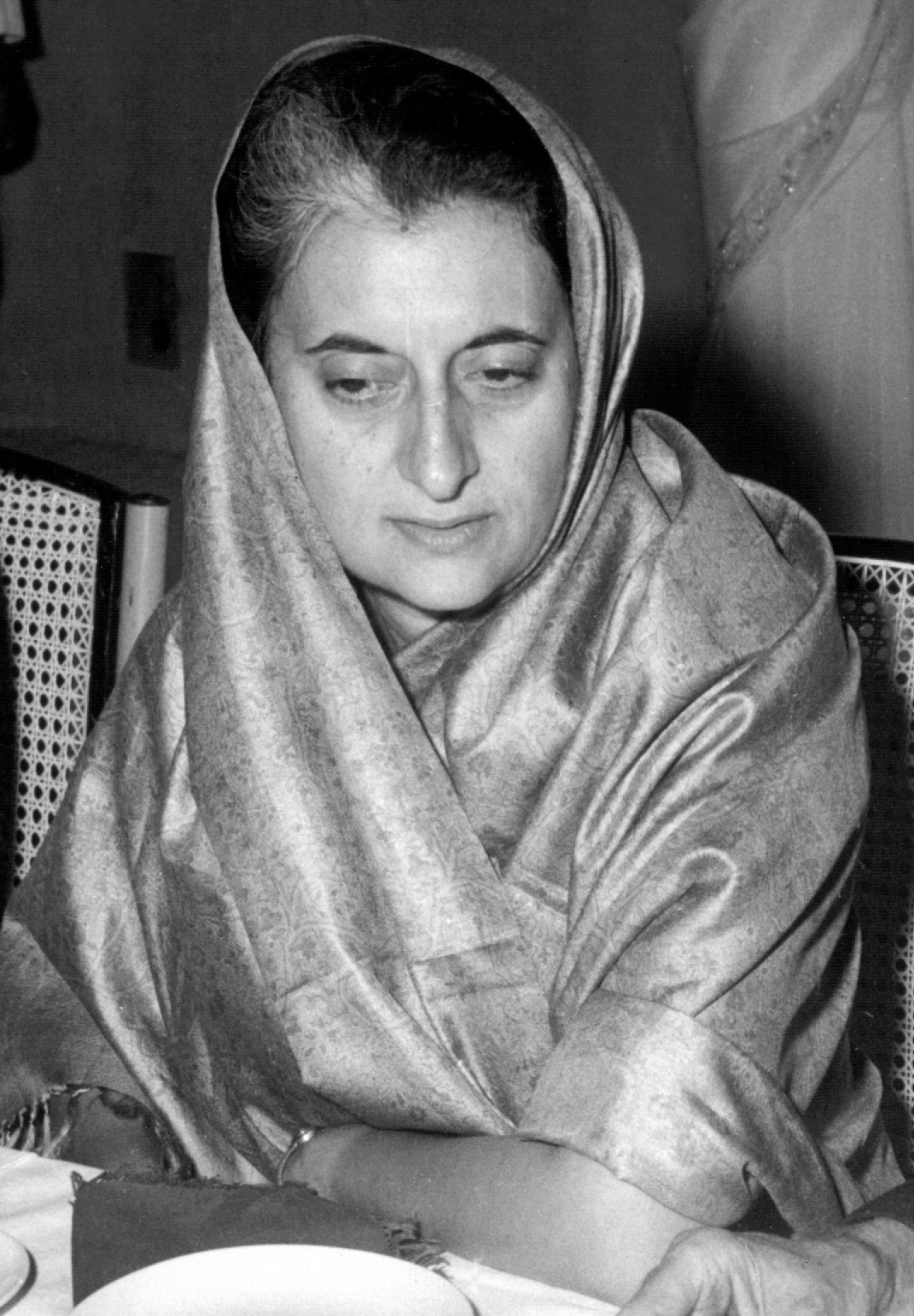
Premierministerin Indira Gandhi

Das Kabinett Indira Gandhi I wurde in Indien am 24. Januar 1966 durch Premierministerin Indira Gandhi vom Indischen Nationalkongress (INC) gebildet. Es löste das Kabinett Shastri ab und blieb bis zum 18. März 1971 im Amt, woraufhin es durch das Kabinett Indira Gandhi II abgelöst wurde.
Der INC wurde bei den Wahlen vom Februar 1967 sowie vom März 1971 bestätigt. Bei den Wahlen 1967 erhielt der INC 283 der 520 Sitze in der Lok Sabha und konnte diese Mehrheit bei den Wahlen 1971 noch ausbauen, als er 350 der 520 Mandate in der Lok Sabha erhielt.

## Minister
Dem Kabinett gehörten folgende Minister an:
| Amt                                                                       | Name                                                                                                   | Partei | Beginn der Amtszeit                                                                | Ende der Amtszeit                                                                |
| ------------------------------------------------------------------------- | --- | ------ | ---------------------------------------------------------------------------------- | -------------------------------------------------------------------------------- |
| Premierministerin                                                         | Indira Gandhi                                                                                          | INC    | 24. Januar 1966                                                                    | 18. März 1971                                                                    |
| Vize-Premierminister                                                      | Morarji Desai                                                                                          | INC    | 13. März 1967                                                                      | 16. Juli 1969                                                                    |
| Innenminister                                                             | Gulzari Lal Nanda Yeshwantrao Balwantrao Chavan Indira Gandhi                                          | INC    | 24. Januar 1966 13. November 1966 26. Juni 1970                                    | 8. November 1966 26. Juni 1970 18. März 1971                                     |
| Außenminister                                                             | Sardar Swaran Singh Mahommedali Currim Chagla Indira Gandhi Dinesh Singh Sardar Swaran Singh           | INC    | 24. Januar 1966 13. November 1966 5. September 1967 14. Februar 1969 26. Juni 1970 | 13. November 1966 5. September 1967 14. Februar 1969 26. Juni 1970 18. März 1971 |
| Verteidigungsminister                                                     | Yeshwantrao Balwantrao Chavan Sardar Swaran Singh Jagjivan Ram                                         | INC    | 24. Januar 1966 13. November 1966 26. Juni 1970                                    | 13. November 1966 26. Juni 1970 18. März 1971                                    |
| Eisenbahnminister                                                         | S. K. Patil C. M. Poonacha Ram Subhag Singh Panampilly Govinda Menon (kommissarisch) Gulzari Lal Nanda | INC    | 24. Januar 1966 13. März 1967 14. Februar 1969 3. November 1969 17. Februar 1970   | 12. März 1967 14. Februar 1969 3. November 1969 17. Februar 1970 18. März 1971   |
| Minister für Ernährung und Landwirtschaft                                 | C. Subramaniam Jagjivan Ram Fakhruddin Ali Ahmed                                                       | INC    | 24. Januar 1966 12. März 1967 26. Juni 1970                                        | 12. März 1967 26. Juni 1970 18. März 1971                                        |
| Minister für parlamentarische Angelegenheiten                             | Satya Narayan Sinha Ram Subhag Singh Kotha Raghuramaiah                                                | INC    | 24. Januar 1966 13. März 1967 14. Februar 1969                                     | 12. März 1967 14. Februar 1969 18. März 1971                                     |
| Kommunikationsminister                                                    | Satya Narayan Sinha Ram Subhag Singh Satya Narayan Sinha                                               | INC    | 24. Januar 1966 13. März 1967 14. Februar 1969                                     | 12. März 1967 14. Februar 1969 22. Januar 1971                                   |
| Bildungsminister                                                          | Mahommedali Currim Chagla Fakhruddin Ali Ahmed Triguna Sen V. K. R. V. Rao                             | INC    | 24. Januar 1966 13. November 1966 13. März 1967 14. Februar 1969                   | 13. November 1966 12. März 1967 14. Februar 1969 18. März 1971                   |
| Industrieminister                                                         | Damodaram Sanjivayya                                                                                   | INC    | 24. Januar 1966                                                                    | 12. März 1967                                                                    |
| Minister für Transport, Schifffahrt und Luftfahrt                         | Neelam Sanjiva Reddy V. K. R. V. Rao Kotha Raghuramaiah                                                | INC    | 24. Januar 1966 13. März 1967 26. Juni 1970                                        | 12. März 1967 14. Februar 1969 18. März 1971                                     |
| Finanzminister                                                            | Sachindra Chaudhuri Morarji Desai Indira Gandhi Yeshwantrao Balwantrao Chavan                          | INC    | 24. Januar 1966 13. März 1967 16. Juli 1969 26. Juni 1970                          | 12. März 1967 16. Juli 1969 26. Juni 1970 18. März 1971                          |
| Minister für Arbeit, Beschäftigung und Rehabilitation                     | Jagjivan Ram Jaisukh Lal Hathi Jagjivan Ram Damodaram Sanjivayya                                       | INC    | 24. Januar 1966 13. März 1967 15. November 1969 17. Februar 1970                   | 12. März 1967 13. November 1969 17. Februar 1970 18. März 1971                   |
| Planungsminister                                                          | Ashoka Mehta Indira Gandhi                                                                             | INC    | 24. Januar 1966 5. September 1967                                                  | 5. September 1967 18. März 1971                                                  |
| Justizminister                                                            | Gopal Swarup Pathak Panampilly Govinda Menon K. Hanumanthaiah                                          | INC    | 24. Januar 1966 13. März 1967 26. Juni 1970                                        | 12. März 1967 26. Juni 1970 18. März 1971                                        |
| Minister für Bewässerung und Energie                                      | Fakhruddin Ali Ahmed                                                                                   | INC    | 24. Januar 1966                                                                    | 13. November 1966                                                                |
| Handelsminister                                                           | Manubhai Shah Dinesh Singh                                                                             | INC    | 24. Januar 1966 12. März 1967                                                      | 12. März 1967 14. Februar 1969                                                   |
| Minister für industrielle Entwicklung                                     | Fakhruddin Ali Ahmed Dinesh Singh                                                                      | INC    | 13. März 1967 26. Juni 1970                                                        | 26. Juni 1970 18. März 1971                                                      |
| Minister für Gesundheit und Familienplanung                               | Satya Narayan Sinha Kodardas Kalidas Shah                                                              | INC    | 5. September 1967 14. Februar 1969                                                 | 14. Februar 1969 18. März 1971                                                   |
| Minister für Erdöl und Chemikalien                                        | Ashoka Mehta                                                                                           | INC    | 13. März 1967                                                                      | 23. August 1968                                                                  |
| Minister für Erdöl, Chemikalien, Bergbau und Metalle                      | Triguna Sen                                                                                            | INC    | 14. Februar 1969                                                                   | 18. März 1971                                                                    |
| Minister für Außenhandel und Versorgung                                   | Bali Ram Bhagat R. K. Khadilkar                                                                        | INC    | 14. Februar 1969 26. Juni 1970                                                     | 26. Juni 1970 18. März 1971                                                      |
| Minister für Eisen und Stahl Minister für Stahl, Bergbau und Metalle      | Tribhuvan Narain Singh M. Chenna Reddy                                                                 | INC    | 29. Januar 1966 13. März 1967                                                      | 13. März 1967 27. April 1968                                                     |
| Minister für Stahl und Schwerindustrie                                    | C. M. Poonacha Sardar Swaran Singh Bali Ram Bhagat                                                     | INC    | 14. Februar 1969 15. November 1969 26. Juni 1970                                   | 15. November 1969 26. Juni 1970 18. März 1971                                    |
| Minister für Information und Rundfunk                                     | Kodardas Kalidas Shah Satya Narayan Sinha                                                              | INC    | 13. März 1967 14. Februar 1969                                                     | 14. Februar 1969 22. Februar 1971                                                |
| Minister für öffentliche Arbeiten, Wohnungsbau und städtische Entwicklung | Kodardas Kalidas Shah                                                                                  | INC    | 14. Februar 1969                                                                   | 18. März 1971                                                                    |
| Minister für Tourismus und Zivilluftfahrt                                 | Karan Singh                                                                                            | INC    | 13. März 1967                                                                      | 18. März 1971                                                                    |
| Minister ohne Geschäftsbereich                                            | Satya Narayan Sinha                                                                                    | INC    | 13. März 1967                                                                      | 5. September 1967                                                                |
| Attorney General                                                          | C. K. Daphtary Niren De                                                                                | INC    | 24. Januar 1966 1. November 1968                                                   | 30. Oktober 1968 18. März 1971                                                   |